# Urkundenübersetzer
Ein Urkundenübersetzer, auch Ermächtigter Übersetzer oder Allgemein beeidigter und öffentlich bestellter Übersetzer ist ein Sprachmittler, der fremdsprachige Urkunden übersetzt, die zu Beweiszwecken in ein Gerichtsverfahren eingeführt oder bei anderen Behörden verwendet werden. Der Urkundenübersetzer wird nach den Vorschriften eines Gerichtssachverständigen und nicht nach den Regeln eines Dolmetschers behandelt.
Mit der Übersetzer- und Dolmetscherdatenbank haben die Landesjustizverwaltungen eine Plattform zur Information über die in den einzelnen Ländern der Bundesrepublik Deutschland ermächtigten Übersetzer und allgemein beeidigten bzw. öffentlich bestellten Dolmetscher geschaffen. Nach ihrer Ermächtigung bzw. Beeidigung werden die Übersetzer von den zuständigen Landesbehörden in die Datenbank eingetragen. Nach einer Allgemeinen Verfügung des Ministeriums der Justiz des Landes Nordrhein-Westfalen müssen die dortigen Gerichte und Staatsanwaltschaften bei der Auswahl von Dolmetschern und Übersetzern grundsätzlich auf dieses Verzeichnis zugreifen.
Ein öffentlich bestellter Urkundenübersetzer kann nach § 142 Abs. 3 S. 2 ZPO durch einen Vermerk bescheinigen, dass die deutsche Übersetzung einer fremdsprachigen Urschrift vollständig und richtig ist. Voraussetzung dafür ist, dass der Übersetzer nach Landesrecht ermächtigt oder öffentlich bestellt wurde. Die Voraussetzungen für die Beeidigung von Übersetzern sind in Deutschland Ländersache, wodurch sich auch die Bezeichnung in den einzelnen Bundesländern unterscheidet. Die fachliche und persönliche Eignung muss jedoch immer nachgewiesen werden. Der Nachweis der fachlichen Eignung kann durch den Abschluss eines einschlägigen Studiums oder das Bestehen einer staatlichen Prüfung erfolgen. Der Nachweis der persönlichen Eignung erfolgt im Allgemeinen in Form eines polizeilichen Führungszeugnisses. 
Im nichtförmlichen Sprachgebrauch wird der Vollständigkeits- und Richtigkeitsvermerk auch „Beglaubigung“ genannt (vgl. Bestätigte Übersetzung (Deutschland)). Anders als ein Gerichtsdolmetscher hat ein Urkundenübersetzer keinen zwingenden Voreid zu leisten. Er kann lediglich nach den Regeln für den Gerichtssachverständigen beeidigt werden. 
Der Übersetzer soll die Bescheinigung der Richtigkeit und Vollständigkeit auf die Übersetzung vermerken, Ort und Tag der Übersetzung sowie seine Stellung angeben und die Übersetzung unterschreiben. Die Unterschrift kann neuerdings auch durch eine qualifizierte elektronische Signatur ersetzt werden, so sieht etwa das bayrische Dolmetschergesetz dies explizit als Alternative zur traditionellen Unterschrift vor. Der Gegenbeweis gegen die Richtigkeit und Vollständigkeit ist zulässig. Diese Bestimmung geht auf §2 der Verordnung der Reichsministers der Justiz zur Vereinfachung des Verfahrens auf dem Gebiet des Beurkundungsrechts vom 21. Oktober 1942 (RGBl. 609) zurück.
Neben dem durch die Landesjustizverwaltung ermächtigten Übersetzer darf einen Vollständigkeits- und Richtigkeitsvermerk für eine Übersetzung ins Deutsche nur noch der Notar nach § 50 BeurkG erteilen, sofern er der fremden Sprache hinreichend kundig ist und entweder die Urkunde selbst in fremder Sprache errichtet hat oder für die Erteilung von Ausfertigungen einer solchen Urkunde zuständig ist.